# Prairiewood, New South Wales
Prairiewood este o suburbie în Sydney, Australia.